# Carhartt
Carhartt, Inc. és una empresa de roba estatunidenca fundada l'any 1889, coneguda per fer roba de treball resistent, com ara jaquetes, abrics, granotes, samarretes, texans, vambes, roba resistent al foc i roba de caça. Carhartt segueix essent propietat dels descendents del fundador, Hamilton Carhartt, amb seu a Dearborn.

## Història
Carhartt va ser fundada per Hamilton Carhartt el 1889 a Detroit amb el propòsit de fabricar roba per als treballadors de coll blau. L'empresa va començar amb dues màquines de cosir i cinc treballadors. El primer eslògan de Carhartt va ser Honest value for an honest dollar. L'expansió inicial de l'empresa a la dècada del 1890 es va centrar en la necessitat dels treballadors del ferrocarril de roba de treball resistent i duradora. Carhartt va veure reduir el seu negoci a causa de la disminució de les vendes durant la Gran Depressió, però va experimentar un ressorgiment a la Segona Guerra Mundial.
Amb els anys, les peces de roba Carhartt van millorar algunes característiques destinades a ampliar la durabilitat, com ara l'ús de fils resistents, reblons de reforç als punts d'estrès i una varietat de materials duradors i d'alta tecnologia resistents a la flama, l'abrasió, les taques i l'aigua.
El 2007, la companyia va llançar la línia Carhartt for Women de roba de treball femenina per a la temporada de tardor.
Carhartt Work In Progress (WIP) és la versió de roba de carrer de la marca Carhartt creada el 1994. L'estratègia de màrqueting dels fundadors de WIP, els dissenyadors suïssos Edwin and Salomée Faeh, va consistir en capbussar-se en les subcultures que els interessaven com el grafit, fanzins, monopatí de carrer, hip-hop i BMX, alhora que obrien diverses botigues a Europa i Àsia.
Durant els disturbis d'Anglaterra de 2011, la botiga de Carhartt WIP a Hackney, al nord de la ciutat de Londres, va ser saquejada i es van robar milers de lliures en estoc. La marca va llançar una samarreta amb una foto de la seva botiga a mig saqueig.
Carhartt s'ha convertit en part de la cultura local d'Alaska. Va aprofitar el creixement de la classe treballadora a Alaska a finals del segle XX a causa del creixement de la indústria petroliera fent que el seu representant de vendes local, Doug Tweedie, tingués cura de les relacions amb les botigues que dominen el mercat minorista relativament aïllat de l'estat. L'any 2001, les vendes per càpita dels productes de la marca van ser més altes a Alaska que a qualsevol altre lloc del món. La ciutat de Talkeetna celebra anualment el «Carhartt Ball». La fira estatal d'Alaska acull una desfilada de moda Carhartt.
Al cinema, Liam Neeson va portar una jaqueta Carhartt a Abans i després, i els personatges principals d'Interstellar, Matthew McConaughey i Jessica Chastain, porten jaquetes Carhartt.